# NGC 361
NGC 361 är en öppen stjärnhop i en emissionsnebulosa i Lilla magellanska molnet i stjärnbilden Tukanen. Den upptäcktes den 6 september 1826 av James Dunlop.